# Brevörde
Brevörde is een gemeente in de Duitse deelstaat Nedersaksen. De gemeente maakt deel uit van de Samtgemeinde Bodenwerder-Polle in het Landkreis Holzminden. Brevörde telt 590 inwoners.
Tot het fraai aan de voet van het Wezergebergte gelegen Brevörde behoort mede het in de uiterwaarden van de Wezer, enkele kilometers oostwaarts van het dorp Brevörde zelf gelegen, Grave. Dit dorpje heeft bijna 300 inwoners.
De sedert de Reformatie van de 16e eeuw evangelisch-lutherse dorpskerk van Brevörde is gewijd aan Sint Urbanus en werd rond 1200 gebouwd. Het torentje van deze kerk met zijn trapgevel is als element van het dorpswapen terug te vinden.
Sinds 1990 vertoont het bevolkingscijfer van Brevörde door het verschijnsel vergrijzing, en door het ontbreken van industrie of andere werkgelegenheid van betekenis  opleverende activiteiten, een geleidelijke daling. De enige van belang zijnde middelen van bestaan zijn de landbouw en, vanwege de fraaie omgeving, het toerisme.

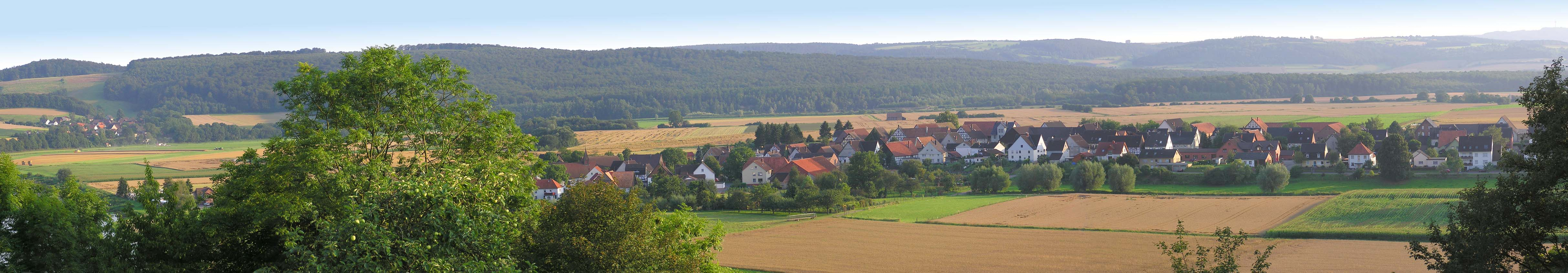
Het dorp Grave aan de Wezer

- Gemeinsame Normdatei: 2095413-X
- Virtual International Authority File: 154280217

Arholzen · 
Bevern · 
Bodenwerder · 
Boffzen · 
Brevörde · 
Deensen · 
Delligsen · 
Derental · 
Dielmissen · 
Eimen · 
Eschershausen · 
Fürstenberg · 
Golmbach · 
Halle · 
Hehlen · 
Heinade · 
Heinsen · 
Heyen · 
Holenberg · 
Holzen · 
Holzminden · 
Kirchbrak · 
Lauenförde · 
Lenne · 
Lüerdissen · 
Negenborn · 
Ottenstein · 
Pegestorf · 
Polle · 
Stadtoldendorf · 
Vahlbruch · 
Wangelnstedt